# Dorothé Schubarth
Dorothé Schubarth (Basilea,11 de septiembre de 1944- 6 de septiembre de 2023)fue una musicóloga y compositora suiza. Tras realizar estudios musicales en Basilea, amplió su formación en Colonia y Múnich. Registró junto a Antón Santamarina el Cancioneiro galego de tradición oral, publicado en 1982 y posteriormente el Cancioneiro  popular galego en siete volúmenes, editado en 1984 y digitalizado en 2012 por la Fundación Barrié.
Recibió, entre otros reconocimientos, el Premio da Crítica Galega (1985), el Pedrón de Ouro (2013), y se le dedicó el primer Día das Galegas nas Letras en 2014 y fue nombrada Mestra da Memoria en 2019 por la Asociación de Escritoras e Escritores en Lengua Gallega.

## Trayectoria

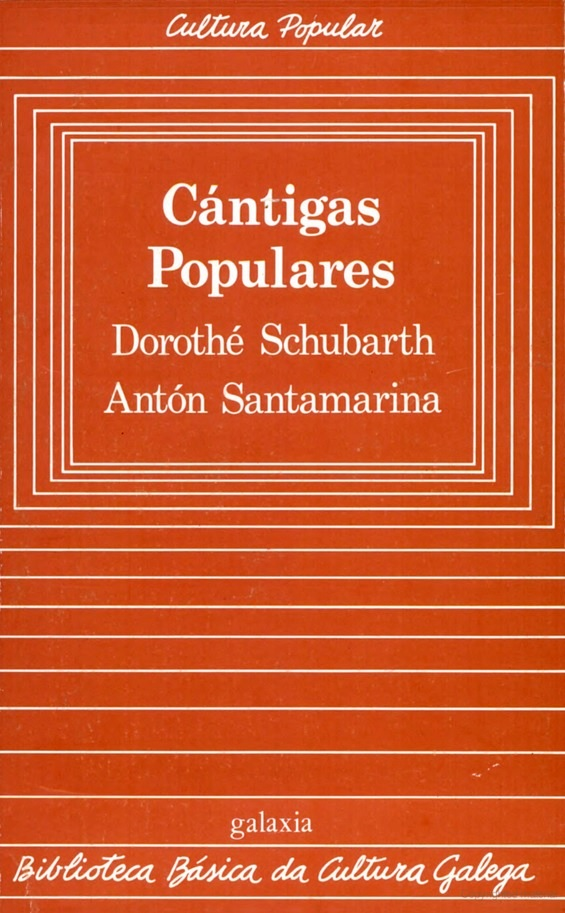
Canciones populares, Biblioteca Básica de la Cultura Gallega.

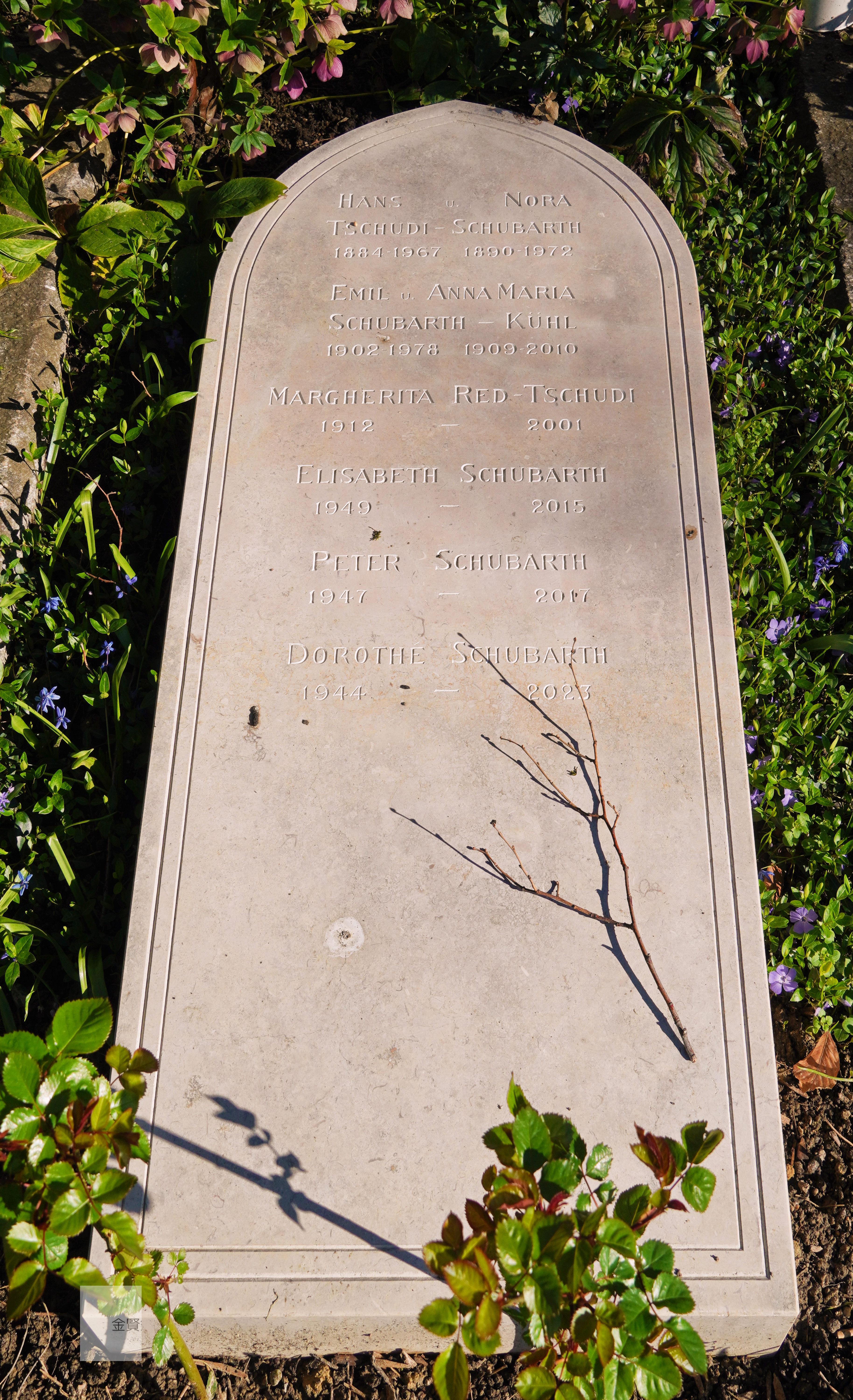
Lápida familiar.

Desde 1971 ocupó la cátedra de armonía y contrapunto en la Academia de Música de Lucerna, Suiza. Desde esa ciudad desarrolló una intensa tarea de investigación sobre la música popular europea, prestando especial atención a la zona de los Balcanes y del Cáucaso, así como a los cancioneros populares de Alemania y Francia. Fruto de sus trabajos de campo publicó la obra Das Volkslied in Europa. Vielfalt seiner Erscheinungsformen (El canto popular en Europa. La diversidad de sus formas).
En 1978 llegó a Galicia durante sus vacaciones, con la intención de conocer su música popular. Lo que iba a ser una breve estancia de descanso se convirtió, gracias a una beca de la Fundación Barrié,en años de investigación, viajes, entrevistas con informantes y cientos de grabaciones perfectamente conservadas.En 1984, tras un intenso trabajo de recopilación, análisis, clasificación y estudio de ese material, para el que contó con la colaboración del profesor Antón Santamarina, se publicó el Cancionero popular gallego, en siete volúmenes, en una edición patrocinada por la Fundación Barrié.
Esta obra es considerada el repertorio más extenso de la música popular de tradición oral gallega. Los musicólogos que hasta aquel momento estaban en una fase de hacer las recopilaciones de canciones. Por el contrario, Schubarth llevó a cabo un análisis más profundo de las melodías, aportando una propuesta crítica de clasificación y proponiendo teorías sobre los orígenes de los distintos tipos de cantos. Además, fue la primera en reconocer la importancia de las personas informantes, siendo la primera investigadora culta que recogió sus nombres. Fueron cinco años de duro trabajo en los pueblos, las montañas y  los valles de Galicia, que no terminaron con la publicación de materiales, si no que además se creó un vínculo permanente entre la musicóloga y Galicia. Algunas de las personas que sirvieron como informantes siguieron en contacto con ella.
En 2014, donó sus discos sonoros, 248 CD (copias digitales de las grabaciones originales) con las correspondientes transcripciones de Antón Santamarina, al Museo del Pueblo Gallego, donde fueron incorporados a su archivo digital y al Consejo de Cultura de Galicia que permite el acceso público al material en el Arquivo Sonoro de Galicia. Ese mismo año, la plataforma de crítica literaria feminista A Sega le dedicó el Día das Galegas nas Letras. En 2020 se produjo el documental Dorothé in the Villageque muestra y reflexiona sobre el trabajo de campo realizado por la musicóloga suiza casi medio siglo antes.

## Reconocimientos
- 1985ː Premio Galicia de la Crítica, VIII Edición.
- 2009ː Premio Día do Orgullo Gaiteiro de la AOFT Gomes Mouro Ourense.[11]
- 2013ː Premio Pedrón de Ouro.
- 2014ː Día das Galegas nas Letras.[12]
- 2017ː Premio honorífico de los Premios Martín Codax.[13]
- 2017ː Premio Honorífico de la Asociación de Músicos en Vivo. [14]
- 2019ː Maestra de la Memoria de la Asociación de Escritores en Lengua Gallega [15] [16]